# Kanton Salvagnac
Der Kanton Salvagnac war bis 2015 ein französischer Wahlkreis im Arrondissement Albi, im Département Tarn und in der Region Midi-Pyrénées; sein Verwaltungssitz ist Salvagnac. Vertreter im Generalrat des Départements war zuletzt von 1998 bis 2015 Georges Paulin (DVG). 
Der Kanton war 125,90 Quadratkilometer groß und hatte 2432 Einwohner, was einer Bevölkerungsdichte von 19 Einwohner pro Quadratkilometer entsprach. Im Mittel lag er 599 Meter über Normalnull, zwischen 169 und 529 Meter. 

## Gemeinden
Der Kanton bestand aus acht Gemeinden:
| Gemeinde               | Einwohner Jahr | Fläche km² | Bevölkerungsdichte | Code INSEE | Postleitzahl |
| ---------------------- | -------------- | ---------- | ------------------ | ---------- | ------------ |
| Beauvais-sur-Tescou    | 330 (2013)     | 12,1       | 27 Einw./km²       | 81024      | 81630        |
| Montdurausse           | 359 (2013)     | 15,92      | 23 Einw./km²       | 81175      | 81630        |
| Montgaillard           | 406 (2013)     | 14,95      | 27 Einw./km²       | 81178      | 81630        |
| Montvalen              | 213 (2013)     | 11,73      | 18 Einw./km²       | 81185      | 81630        |
| Saint-Urcisse          | 222 (2013)     | 12,05      | 18 Einw./km²       | 81272      | 81630        |
| Salvagnac              | 1.141 (2013)   | 33,41      | 34 Einw./km²       | 81276      | 81630        |
| La Sauzière-Saint-Jean | 257 (2013)     | 15,82      | 16 Einw./km²       | 81279      | 81630        |
| Tauriac                | 307 (2013)     | 9,92       | 31 Einw./km²       | 81293      | 81630        |